# Tom Scott (komiker)
 For alternative betydninger, se Tom Scott. (Se også artikler, som begynder med Tom Scott)
Tom Scott (født 25. november 1984) er en britisk YouTuber, komiker, programmør, og programleder på Tv-programmet Gadget Geeks på Sky One.
I 2004 lavede Scott en hjemmeside med en parodi på det britiske beredskabsprocedure og inkluderede en sektion som forklarede hvad man skulle gøre ved en zombieapokalypse. GICS Operations Web Teamet svarede ved at kræve at hjemmesiden skulle fjernes.
Andre web-humor relaterede ting Scott har lagt ud inkluderer "Evil", en webapplikation som afslører telefonnumre til Facebookbrugere, "Tweleted", som lader én se slettede beskeder fra Twitter, og "What's Osama bin Watchin?", som sammenblander et billede af Osama bin Laden med internetmeme videoer fra Youtube, som for eksempel sangen "Friday". I 2012 lavede Scott "Klouchebag", der er en parodi af sociale medie vurderingsiden Klout. 
Scott har også en populær Youtubekanal med over 4.900.000 abonnenter. Scott bliver også set i flere videoer fra Youtubekanalen Computerphile.
Scott var også den britiske organisator af International Talk Like A Pirate Day, og uklædte sig som "Mad Cap'n Tom" og stillede op (og blev valgt) som studentorganisationsformand ved University of York.
I 2008 vandt hans radioshow The Technical Difficulties Kevin Greening Prisen.
I 2010, efter hans involvering i piratrelateret humor, stillede Scott som parlamentsmedlem som "Mad Cap'n Tom" i valgkredsen London and Westminster som en joke, og gav løfter om at sænke skatten på rom, få skoler til at uddanne elever i "fægtning og brug af pistoler", og at putte en 50% højere skat på Cheryl Coles MP3'er. Han beskrev sin chancer for at vinde som "Lige så stor som en snebolds chance i helvede". Han fik 84 stemmer, 0,2% af de totale stemmer.
I 2014, grundlagde Scott sammen med Matt Gray Emojli, en kommunikationsapplikation hvor man kun kan bruge emojis, baseret på applikationen Yo. Den blev beskrevet som "en intern spøg som blev virkelighed".